# Nkhotakota
Nkhotakota (già Kota Kota) è un centro abitato del Malawi, situato nella Regione Centrale.